# Leobardo Chapa
Leobardo Chapa Garza (General Zuazua, Nuevo León; 18 de enero de 1853 - Monterrey, Nuevo León; 10 de enero de 1929) fue un abogado y político mexicano que fue gobernador interino de Nuevo León en 2 ocasiones.

## Biografía
Nació en General Zuazua, Nuevo León, el 18 de enero de 1853, siendo hijo de Jerónimo Chapa y de Francisca Garza. Obtuvo el título de abogado por la Escuela de Jurisprudencia de Nuevo León el 14 de noviembre de 1879. Fue diputado al XXII Congreso Local en 1883, y después magistrado del Tribunal Superior de Justicia en 1907 y en 1909.
En su carácter de presidente del Tribunal, se hizo cargo interinamente del gobierno de Nuevo León, por ministerio de ley, en sustitución del general Bernardo Reyes, quien recibió licencia ilimitada el 23 de octubre de 1909. Entonces Chapa ejerció hasta el 1 de noviembre en que entregó al general José María Mier.
Al dejar éste el gobierno debido a que la Secretaría de Guerra y Marina le encomendó una comisión, el Congreso de Nuevo León, por decreto de 7 de junio de 1911 dispuso que Chapa quedara como gobernador interino, tomando posesión al día siguiente. Nombró como secretario de gobierno al oficial mayor, licenciado Lázaro de la Garza, en sustitución del licenciado Secundino Roel, quien renunció.
Durante su gobierno se inauguró la estatua de Fray Servando Teresa de Mier, erigida por la Gran Logia del Estado; creó el Juzgado 3° del Registro Civil y fue levantado censo de población de 1910. Nuevo León aumentó de 327,937 habitantes que tenían en 1900 a 368,929. La ciudad de Monterrey aumentó de 72,963 habitantes a 88,748. Hizo el licenciamiento de las fuerzas revolucionarias del estado y remitió las armas recogidas a Emilio Madero, jefe de la 2a. División del Norte, en Torreón.
Se organizó una fuerza de seguridad de tres oficiales y 50 individuos de tropa; se conmemoró el centenario de la Independencia y organizó una exposición de productos de la industria local. Durante su gobierno los ingresos fueron de $36,925.04, y los egresos de $25,142.47; se incrementó la industria con nuevas concesiones. Se dio impulso también al servicio telefónico que llegó a tener en Monterrey 1,663 aparatos y en el resto del estado 334 aparatos.
El 16 de septiembre de 1911 el licenciado Chapa rindió su informe al XXXVI Congreso Local, y el 4 de octubre de ese año entregó el poder a Viviano L. Villarreal. Leobardo Chapa continuó como magistrado hasta 1921, sin embargo volvió a serlo de 1923 a 1927, año en que pidió licencia por enfermedad, siendo sustituido por Mauro Martínez.
Leobardo Chapa Garza murió en Monterrey el 10 de enero de 1929. En su sepulcro en el Panteón del Carmen se lee: "Fue abogado recto, probo funcionario y ciudadano ejemplar".